# Walter Gättke
Walter Gättke  (* 4. Mai 1896 in Hamburg; † 10. Januar 1967 ebenda) war ein deutscher Lyriker, Dramatiker und Theaterkritiker. Bekanntheit erlangte er auch als Liedschöpfer der Jugendbewegung.

## Leben
Der Sohn eines Beamten machte nach der Oberrealschule eine Kaufmannslehre. 1914 zog er freiwillig in den Krieg. Von 1920 bis 1930 schuf er seine zahlreichen zur Laute zu singenden Lieder, die über die Jugendbewegung in Deutschland eine weite Verbreitung erfuhren. Sehr früh bereits entstand das Lied Trum, trum, terum tum tum (1919). Ab den 1930er Jahren wirkte Gättke als freier Schriftsteller auch niederdeutscher Literatur. Zum 1. August 1932 trat er der NSDAP bei (Mitgliedsnummer 1.272.197). Seine Lustspiele wurden u. a. vom Ohnsorg-Theater uraufgeführt. Auch ernste Stücke, Hörspiele und Gedichtzyklen schuf er, wie auch Opernlibretti. Später war er zudem als Volkshochschuldozent und Premierenkritiker in Harburg tätig. Anfang 1967 beging er Suizid in der Elbe. Sein Leichnam wurde erst anderthalb Monate später gefunden.

## Werke (Auswahl)
- Und wenn wir marschieren, 1922.[4]
- Das Wanderspiel. Ein Festspiel, 1922.
- Das Dreinarrenspiel. Ein derbdreistes Possenspiel, 1924.
- Die Meiendorfer Truhe. Erzählungen und Gedichte, 1934.
- Drosselbart. Ein deutsches Märchenspiel in 5 Aufzügen, 1938.
- Festlicher Aufklang. Dichtung für drei Sprecher, 1939.
- Herzkammer, dein Haus. Gedichte der Stille, 1949.
- Weite Fahrt. Alte und neue Lieder, 1957.

## Hörspiele
- 1953: Een Deern as Wibeke – Regie: Günter Jansen, mit Hartwig Sievers, Heidi Kabel, Heinz Lanker, Ingeborg Walther (NWDR Hamburg)
- 1954: Wi junge Lüüd – Regie: Nicht bekannt, mit Richard Germer (NWDR Hamburg)
- 1954: Stine maakt Nachtschicht – Regie: Günter Jansen, mit Heinz Lanker, Heidi Kabel, Hilde Sicks, Heini Kaufeld, Erna Raupach-Petersen (NWDR Hamburg)
- 1955: Eers mal Regen – denn de Sünn! – Regie: Günter Jansen, mit Otto Lüthje, Alma Auler, Heinz Lanker, Hilde Sicks, Heinz Ladiges (NWDR Hamburg)
- 1956: Graf Fiete Flachs zu Gleichen – Regie: Hannes Krüger, mit Carl Hinrichs, Bernd Wiegmann, Hans Rolf Radula (RB)
- 1958: Karussell för di un mi – Regie: Günter Jansen, mit Hartwig Sievers, Hans Fitze, Hilde Sicks, Erna Raupach-Petersen, Günther Siegmund (NDR)
- 1958: Leege Fracht – Regie: Günter Jansen, mit Reinhold Nietschmann, Harald Heitmann, Alma Auler (NDR)
- 1958: De Daag ward kötter – Regie: Günter Jansen, mit Hartwig Sievers, Erna Raupach-Petersen, Henry Vahl, Rudolf Beiswanger, Wolfram Lues (NDR)

Funkbearbeitung (Wort):
- 1959: Thomas Klingg: Hurra, mien Modder kan swemm’n – Regie: Otto Lüthje, mit Heinz Lanker, Ludwig Meybert, Fritz Schrader, Karl-Heinz Kreienbaum, Gertrud Prey, Walther Bullerdiek (NDR)